# Avenida Alberto Braune
A avenida Alberto Braune é a principal e importante avenida de Nova Friburgo, município brasileiro da região serrana do Rio de Janeiro. Fica localizada no centro da cidade, onde se localiza a sede da Prefeitura Municipal, o Cadima Shopping e além de várias lojas e agências bancárias.
É o centro econômico e comercial de Nova Friburgo. É famosa por ser um local de compras, comércio, bancos e muito movimento além de ser palco para os desfiles de carnaval e cívico da cidade.

## Nome
O seu nome é uma homenagem a Alberto Braune, farmacêutico e filantropo da cidade. Comumente o nome da via é confundido erroneamente como sendo uma homenagem ao ex-prefeito Carlos Alberto Braune.

## Economia
A Avenida Alberto Braune é o principal centro comercial de Nova Friburgo. Responde pela maior concentração de lojas da cidade, assim como também de empresas.